# Richard Burr
Pour les articles homonymes, voir Burr.
Richard Burr, né le 30 novembre 1955 à Charlottesville (Virginie), est un homme politique américain. Membre du Parti républicain, il est élu de la Caroline du Nord au Congrès des États-Unis depuis 1995, d'abord à la Chambre des représentants, puis au Sénat de 2005 à 2023.

## Biographie

### Représentant des États-Unis
Diplômé de l'université de Wake Forest en 1978, Richard Burr commence une carrière d'homme d'affaires à Winston-Salem. En dépit d'un premier échec lors des élections de 1992, il élu à la Chambre des représentants des États-Unis en 1994 après que Steve Neal ne se représente pas dans le 5e district congressionnel de l'État. Il est continuellement réélu jusqu'en 2002.

### Sénateur des États-Unis

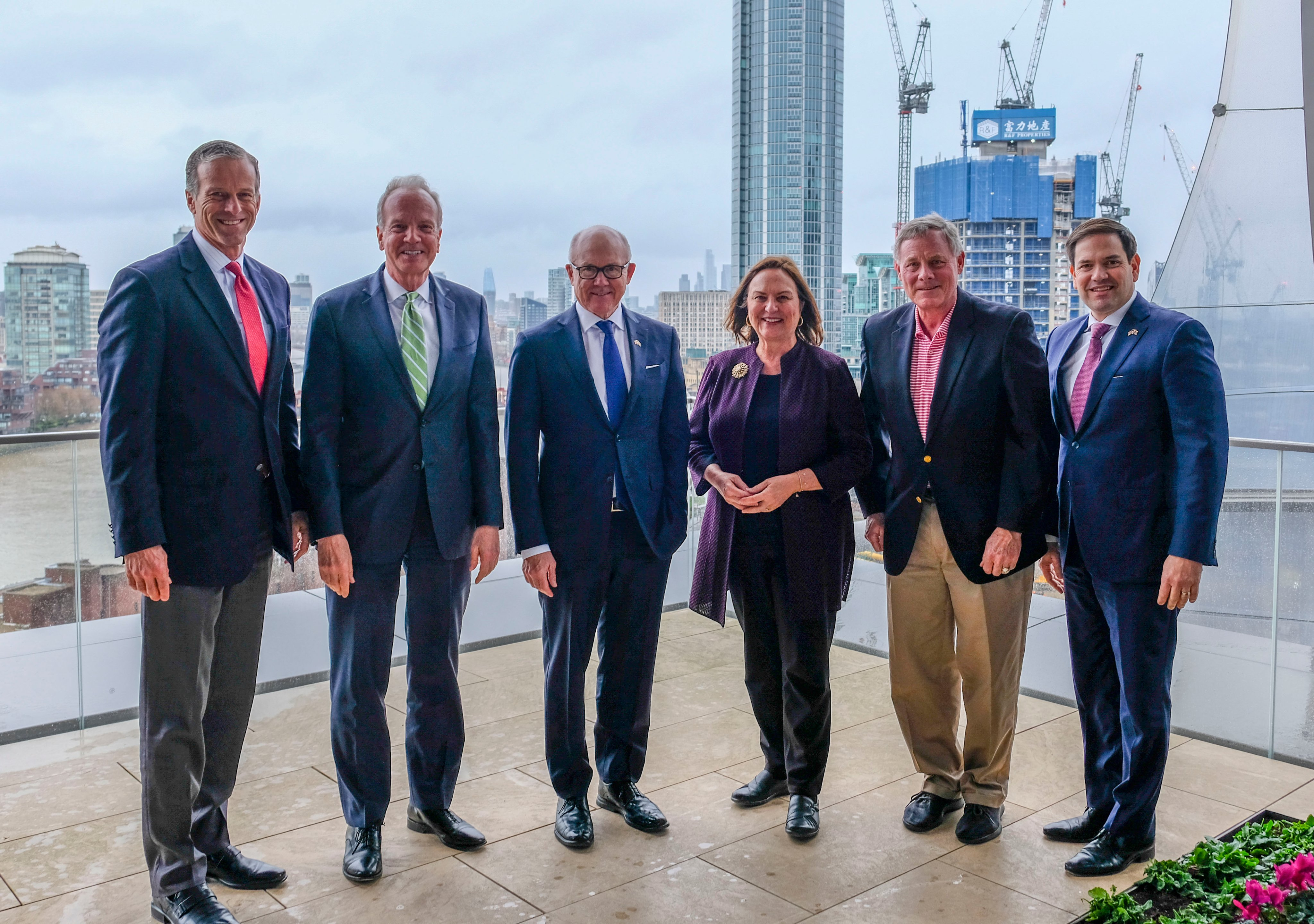
Richard Burr (deuxième en partant de la droite) avec les sénateurs John Thune, Jerry Moran, Deb Fischer et Marco Rubio, reçus à Londres par l'ambassadeur américain Woody Johnson (troisième en partant de la gauche), en 2020.

En 2004, il remporte le siège de sénateur de Caroline du Nord laissé vacant par John Edwards, candidat à la vice-présidence des États-Unis sur le ticket démocrate mené par John Kerry. Burr gagne le scrutin contre le démocrate Erskine Bowles et le libertarien Tom Bailey. Investi une nouvelle fois par son parti pour les élections de novembre 2010, il les remporte face à la démocrate Elaine Marshall et à l'indépendant Michael Beitler. À l'ouverture de la 114e législature du Congrès, il est choisi pour présider le Comité restreint sur le Renseignement, les républicains retrouvant une majorité à la chambre haute. À nouveau candidat en 2016, il affronte une adversaire démocrate relativement peu connue, Deborah Ross, qui réussit toutefois à rendre l'élection serrée, les sondages ne donnant qu'une faible avance à Burr. Il attaque alors Ross pour son passé de présidente de l'Union américaine pour les libertés civiles (ACLU) de Caroline du Nord,. Il annonce par ailleurs qu'il se retirera de la vie politique à l'issue de son troisième mandat, pour lequel il est réélu,.
Il bénéficie de dons de la part de lobbyistes de l'Arabie saoudite pour le financement de ses campagnes électorales. Le royaume entendrait notamment faire obstacle à une législation en suspens qui permettrait aux victimes des attentats du 11 septembre 2001 d'entreprendre des poursuites contre lui.
Début 2020, alors que la maladie à coronavirus 2019 commence à se propager dans le monde, il vend ses actions en bourse pour 1,7 million de dollars, quelques semaines avant que les cours ne s'effondrent. La National Public Radio (NPR) relève que si le sénateur, membre du Comité sur la santé, l'éducation, le travail et les retraites, tient en public des propos rassurants (« les États-Unis sont aujourd'hui mieux préparés que jamais pour faire face aux menaces sur la santé publique, comme le coronavirus »), il présente un discours bien différent lors d'un déjeuner avec des invités : « Il y a une chose que je peux vous dire à propos [du coronavirus] : sa transmission est bien plus virulente que quoi que ce soit que nous ayons connu récemment. Cela est probablement plus proche de la pandémie de 1918 ». Le 14 mai 2020, Richard Burr annonce qu'il compte se mettre temporairement en retrait de sa fonction de président du Comité restreint sur le Renseignement au profit de Marco Rubio, après que le Federal Bureau of Investigation (FBI) ouvre une enquête sur un possible délit d'initié à la suite de sa vente d'actions. Les enquêteurs saisissent son téléphone portable à la recherche d'informations.
Richard Burr est un des sept sénateurs républicains à voter avec les 50 sénateurs démocrates pour la condamnation de Donald Trump lors du second procès en destitution de ce dernier au Sénat, qui se termine par l'acquittement de l'ex-président, prononcé le 13 février 2021 par le Sénat, la majorité des deux tiers n'ayant pas été atteinte. Les six autres sénateurs républicains qui votent pour la condamnation sont : Susan Collins (Maine), Lisa Murkowski (Alaska), Mitt Romney (Utah), Ben Sasse (Nebraska), Pat Toomey (Pennsylvanie) et Bill Cassidy (Louisiane). Après l'acquittement, la présidente de la Chambre des représentants des États-Unis Nancy Pelosi déclare : « Je salue les sénateurs républicains qui ont voté selon leur conscience et pour notre pays. Le refus des autres sénateurs républicains de tenir Trump pour responsable d'avoir déclenché une violente insurrection pour s'accrocher au pouvoir sera considéré comme l'un des jours les plus sombres et des actes les plus déshonorants de l'histoire de notre nation ».

## Historique électoral

### Chambre des représentants
| Année | Richard Burr | Démocrate | Libertarien |
| ----- | ------------ | --------- | ----------- |
| Année |              |           |             |
| 1992  | 45,6 %       | 52,8 %    | 1,6 %       |
| 1994  | 57,3 %       | 42,7 %    | –           |
| 1996  | 61,4 %       | 35,6 %    | 2 %         |
| 1998  | 67,7 %       | 31,6 %    | 0,7 %       |
| 2000  | 92,9 %       | –         | 7,1 %       |
| 2002  | 70,2 %       | 29,8 %    | –           |

### Sénat
| Année | Richard Burr | Démocrate | Libertarien |
| ----- | ------------ | --------- | ----------- |
| Année |              |           |             |
| 2004  | 51,6 %       | 47 %      | 1,4 %       |
| 2010  | 54,8 %       | 43 %      | 2,1 %       |
| 2016  | 51,1 %       | 45,3 %    | 3,6 %       |